# Sabia schumanniana
Sabia schumanniana är en tvåhjärtbladig växtart. Sabia schumanniana ingår i släktet Sabia och familjen Sabiaceae.

## Underarter
Arten delas in i följande underarter:
- S. s. pluriflora
- S. s. schumanniana
- S. s. bicolor